# Верштат
Верштат (њем. Wörrstadt) град је у њемачкој савезној држави Рајна-Палатинат. Једно је од 69 општинских средишта округа Алцеј-Вормс. Према процјени из 2010. у граду је живјело 7.576 становника. Посједује регионалну шифру (AGS) 7331073.

## Географски и демографски подаци
Верштат се налази у савезној држави Рајна-Палатинат у округу Алцеј-Вормс. Град се налази на надморској висини од 195-252 метра. Површина општине износи 16,8 km². У самом граду је, према процјени из 2010. године, живјело 7.576 становника. Просјечна густина становништва износи 452 становника/km².

## Међународна сарадња
| Мјесто | Држава    | Врста сарадње | Од    |
| ------ | --------- | ------------- | ----- |
|        | Француска | партнерство   | 1968. |
|        | Француска | партнерство   | 1986. |
| Извор  |           |               |       |